# Raphaëlle Marie de Jésus-Hostie
Raphaëlle Marie de Jésus-Hostie, au siècle Rafaela Martínez-Cañavate Ballesteros (30 mars 1915 - 29 mai 1991), était une religieuse catholique espagnole, de l'Ordre des clarisses capucines. Elle est reconnue vénérable par l'Église catholique.

## Biographie
Elle entre au monastère des clarisses capucines de Chauchina, dans la province de Grenade, le 15 mai 1941. En 1949, elle est choisie pour être maîtresse des novices. Appréciée de toutes et remarquée pour sa vie religieuse exemplaire, elle est désignée en 1960 pour être abbesse, fonction qu'elle garda jusqu'à sa mort.
Pendant presque trente ans à la tête de sa communauté, Raphaëlle Marie de Jésus-Hostie se montra toujours serviable et simple, menant une vie austère et ancrée dans la prière. Elle s'inspira de la fondatrice, sainte Claire d'Assise, pour être une "mère et servante" avec ses religieuses. Elle sut agir avec sagesse et sut remettre la vie de son monastère dans la pure spiritualité franciscaine. Les dernières années de sa vie, de nombreux fidèles vinrent chercher conseils et prières auprès d'elle.
C'est dans la joie et la sérénité, impressionnant ceux qui l'assistaient, qu'elle mourut des suites d'un cancer.

## Béatification
La cause pour sa béatification et canonisation est introduite en 2002.
Le 5 mai 2015, le pape François reconnaît l'héroïcité de ses vertus et la déclare vénérable.

## Sources
- http://nominis.cef.fr/contenus/saint/12993/Venerable-Rafaela-Maria.html